# بولن‌هارست و کی‌سو
بولن‌هارست و کی‌سو (به انگلیسی: Bolnhurst and Keysoe) یک منطقهٔ مسکونی در بریتانیا است که در Bedford واقع شده‌است. بولن‌هارست و کی‌سو ۷۳۴ نفر جمعیت دارد.